# Pirče
Pirče je naselje u slovenskoj Općini Kostelu. Pirče se nalazi u pokrajini Dolenjskoj i statističkoj regiji Jugoistočnoj Sloveniji. 

## Stanovništvo
Prema popisu stanovništva iz 2002. godine naselje je imalo 22 stanovnika.